# Landemont
Landemont ([lɑ̃ˈdmɔ̃] ⓘ) ist eine Ortschaft und ehemalige französische Gemeinde mit 1928 Einwohnern (Stand: 1. Januar 2022) im Département Maine-et-Loire in der Region Pays de la Loire. Sie gehörte zum Arrondissement Cholet. Die Einwohner werden Landemontais und Landemontaises genannt.
Der Erlass der Präfektin vom 23. November 2015 legte mit Wirkung zum 15. Dezember 2015 die Eingliederung von Landemont als Commune déléguée zusammen mit den früheren Gemeinden Champtoceaux, Bouzillé, Drain, La Varenne, Liré, Saint-Christophe-la-Couperie, Saint-Laurent-des-Autels, und Saint-Sauveur-de-Landemont zur Commune nouvelle Orée d’Anjou fest.

## Geografie

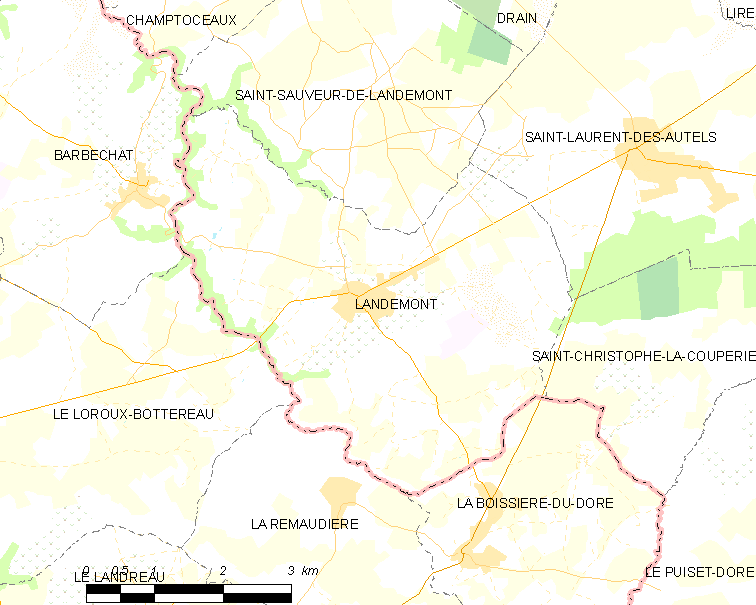
Karte von Landemont

Landemont liegt etwa 57 Kilometer westsüdwestlich von Angers, etwa 36 Kilometer nordwestlich von Cholet und etwa 24 Kilometer ostnordöstlich von Nantes an der Grenze zum benachbarten Département Loire-Atlantique. Der Ort befindet sich in der Région naturelle der Mauges, Teil der historischen Provinz des Anjou.
Landemont befindet sich an den südöstlichen Ausläufern des Armorikanischen Massivs im Einzugsgebiet der Loire und wird entwässert von der Divatte, die das Ortsgebiet im Südwesten begrenzt, mit ihren Nebenflüssen, dem Ruisseau de la Moinie, dem zeitweise trockenfallenden Ruisseau du Pin sowie von kleineren Fließgewässern.
Das Bodenrelief zeigt eine hügelige Landschaft auf einer Hochebene, mit einer höchsten Erhebung von 104 m im äußersten Südosten. Das Ortszentrum liegt auf etwa 92 m. Der niedrigste Punkt wird mit 18 m Höhe im Nordwesten beim Austritt der Divatte aus dem Ortsgebiet gemessen.
Umgeben wird Landemont von vier Nachbargemeinden und drei Communes déléguées von Orée d’Anjou:
|                                        | Saint-Sauveur-de-Landemont (Orée d’Anjou)   | Saint-Laurent-des-Autels (Orée d’Anjou)     |
| Divatte-sur-Loire (Loire-Atlantique)   | Kompassrose, die auf Nachbargemeinden zeigt | Saint-Christophe-la-Couperie (Orée d’Anjou) |
| Le Loroux-Bottereau (Loire-Atlantique) | La Remaudière (Loire-Atlantique)            | La Boissière-du-Doré (Loire-Atlantique)     |

## Geschichte
Frühere Formen des Ortsnamens waren Landa de montibus (1040), Landamont (1064), Sancta Maria de Landa (1151).
Eine erste Kirche wurde in Saint-Sauveur-de-Landemont von den Mönchen des Priorats von Champtoceaux errichtet. Im 12. Jahrhundert erbauten Mönche von Sainte-Radegonde in Poitiers, deren Landbesitz durch eine Stiftung des Seigneurs von Landemont erweitert worden war, die Kirche Notre-Dame. Eine Absprache von 1145 regelte die Rechte des Pfarrers über die seelsorgerische Betreuung von Saint-Sauveur und des Vikars über die von Notre-Dame.
Das Land gehörte im 15. Jahrhundert der Familie Beaumanoir-Lavardin. Das Lehen wurde im 16. Jahrhundert mit dem von La Hamelière in Champtoceaux vereinigt. Es hatte seine Gerichtsbarkeit, doch der Seneschall verkündete die Urteile. Der letzte Seigneur war 1789 Gabriel de la Pommeraye.
Im 18. Jahrhundert gehörte die Pfarrgemeinde zum Bistum Nantes, zum Dekanat Clisson, zur Élection und Présidial von Angers sowie zum Einzugsgebiet der Gabelle von Saint-Florent-le-Vieil.
1791 wurden Saint-Sauveur und Notre-Dame zu einer Gemeinde zusammengelegt. Während des Aufstands der Vendée stand die Gemeindeverwaltung auf Seiten der Republikaner. Der Ort wurde dennoch nicht verschont. Während des Durchzugs von General Louis Marie Turreau an der Spitze der Höllenkolonnen wurden 17 Männer im Kampf getötet und 32 Menschen massakriert.
1802 wurden die beiden Gemeinden getrennt, endgültig durch einen Erlass vom 7. Juli 1824.
Die Eisenbahnlinie des Petit-Anjou von Nantes nach Cholet wurde Ende des 19. Jahrhunderts in Betrieb genommen und durchquerte auch Landemont.

## Bevölkerungsentwicklung
| Landemont: Einwohnerzahlen von 1793 bis 2020                                                                               | Landemont: Einwohnerzahlen von 1793 bis 2020 | Landemont: Einwohnerzahlen von 1793 bis 2020 | Landemont: Einwohnerzahlen von 1793 bis 2020 | Landemont: Einwohnerzahlen von 1793 bis 2020 |
| --- | -------------------------------------------- | -------------------------------------------- | -------------------------------------------- | -------------------------------------------- |
| Jahr |                                              |                                              |                                              | Einwohner                                    |
| 1793 | 1793                                         |                                              | 1.609                                        | 1.609                                        |
| 1800 | 1800                                         |                                              | 1.311                                        | 1.311                                        |
| 1806 | 1806                                         |                                              | 1.395                                        | 1.395                                        |
| 1821 | 1821                                         |                                              | 1.736                                        | 1.736                                        |
| 1831 | 1831                                         |                                              | 979                                          | 979                                          |
| 1836 | 1836                                         |                                              | 999                                          | 999                                          |
| 1841 | 1841                                         |                                              | 967                                          | 967                                          |
| 1846 | 1846                                         |                                              | 1.069                                        | 1.069                                        |
| 1851 | 1851                                         |                                              | 1.136                                        | 1.136                                        |
| 1856 | 1856                                         |                                              | 1.188                                        | 1.188                                        |
| 1861 | 1861                                         |                                              | 1.248                                        | 1.248                                        |
| 1866 | 1866                                         |                                              | 1.249                                        | 1.249                                        |
| 1872 | 1872                                         |                                              | 1.244                                        | 1.244                                        |
| 1876 | 1876                                         |                                              | 1.269                                        | 1.269                                        |
| 1881 | 1881                                         |                                              | 1.347                                        | 1.347                                        |
| 1886 | 1886                                         |                                              | 1.284                                        | 1.284                                        |
| 1891 | 1891                                         |                                              | 1.304                                        | 1.304                                        |
| 1896 | 1896                                         |                                              | 1.285                                        | 1.285                                        |
| 1901 | 1901                                         |                                              | 1.260                                        | 1.260                                        |
| 1906 | 1906                                         |                                              | 1.194                                        | 1.194                                        |
| 1911 | 1911                                         |                                              | 1.152                                        | 1.152                                        |
| 1921 | 1921                                         |                                              | 1.003                                        | 1.003                                        |
| 1926 | 1926                                         |                                              | 973                                          | 973                                          |
| 1931 | 1931                                         |                                              | 974                                          | 974                                          |
| 1936 | 1936                                         |                                              | 929                                          | 929                                          |
| 1946 | 1946                                         |                                              | 951                                          | 951                                          |
| 1954 | 1954                                         |                                              | 982                                          | 982                                          |
| 1962 | 1962                                         |                                              | 1.040                                        | 1.040                                        |
| 1968 | 1968                                         |                                              | 1.144                                        | 1.144                                        |
| 1975 | 1975                                         |                                              | 1.322                                        | 1.322                                        |
| 1982 | 1982                                         |                                              | 1.395                                        | 1.395                                        |
| 1990 | 1990                                         |                                              | 1.439                                        | 1.439                                        |
| 1999 | 1999                                         |                                              | 1.481                                        | 1.481                                        |
| 2006 | 2006                                         |                                              | 1.604                                        | 1.604                                        |
| 2013 | 2013                                         |                                              | 1.726                                        | 1.726                                        |
| 2020 | 2020                                         |                                              | 1.911                                        | 1.911                                        |
| Quelle(n): EHESS/Cassini bis 1999, INSEE ab 2006 Anmerkung(en): Ab 1962 offizielle Zahlen ohne Einwohner mit Zweitwohnsitz |                                              |                                              |                                              |                                              |

## Sehenswürdigkeiten
- Pfarrkirche Notre-Dame, in Brand gesteckt während des Aufstands der Vendée, 1808 restauriert, 1857 schließlich neu gebaut
- Brücke Thurinet aus dem 15. und 16. Jahrhundert